# Hymenochaete borealis
Hymenochaete borealis är en svampart som beskrevs av Burt 1918. Hymenochaete borealis ingår i släktet Hymenochaete,  och familjen Hymenochaetaceae.   Inga underarter finns listade.